# Luật ba (toán học)
Trong Toán học, luật ba (rule of three) là phương pháp tìm hạng tử thứ tư của một tỉ lệ toán học khi ba hạng tử đầu đã biết, nghĩa là hạng tử thứ nhất chia hạng tử thứ hai đối với hạng tử thứ ba chia hạng tử thứ tư. Để tìm hạng tử thứ tư, nhân hạng tử thứ hai và thứ ba, rồi chia tích của chúng cho hạng tử thứ nhất.
Sử dụng ký hiệu toán học, với a, b, c và c là ba hạng tử đã biết, và x là hạng tử thứ tư chưa biết cần tìm, và bài toán có thể biểu diễn như sau:
{\displaystyle {a \over b}={c \over x}.}
Theo như luật ba,
{\displaystyle x={b\cdot c \over a}.}
Lấy ví dụ, giả sử một chiếc xe, chạy với vận tốc không đổi, trong 3 giờ đi được 90 km. Chiếc xe có thể đi được bao nhiêu km trong 7 giờ nếu nó giữ nguyên vận tốc? Thay các số bởi các chữ và sử dụng luật ba,
{\displaystyle x={90\cdot 7 \over 3}} {\displaystyle ={630 \over 3}=210\ } km.
Luật ba dựa trên nguyên lý, trong một tỉ số, tích của hạng tử thứ nhất và thứ tư bằng tích của hạng tử thứ hai và thứ ba. Hoặc
{\displaystyle {a \over b}={c \over d}\,}  thì {\displaystyle \ a\cdot d=b\cdot c.}